# Beckedorf (Seevetal)
Beckedorf – miejscowość w gminie Seevetal w powiecie Harburg w niemieckim kraju związkowym Dolna Saksonia. Należy do gminy Seevetal od 1 lipca 1972 roku.

## Położenie
Beckedorf leży w północno-zachodniej części gminy i graniczy bezpośrednio z Hamburgiem z jego dzielnicą Sinstorf.
Beckedorf liczy 651 mieszkańców (30.06.2008) i jest jedną z mniejszych miejscowości gminy. 
Wspólnie z Fleestedt, Glüsingen i Metzendorf  wspólnie tworzą (niem. Ortsrat), czyli radę miejscowości.

## Gospodarka
W Beckedorf nie ma wielkiego przemysłu, centrum handlowego ani szkoły.
Miejscowość ma charakter rolniczy.
Istnieje nowa strefa przemysłowa Seevetal-Beckedorf w bezpośredniej bliskości autostrady A7, która dopiero się rozwija.

## Komunikacja
Dogodne połączenia komunikacyjne istnieją dzięki nieodległym węzłom autostrady A7 zarówno Seevetal-Fleestedt, jak i Hamburg-Marmstorf.